# Kristina Mladenovic
Kristina Mladenovic (* 14. Mai 1993 in Saint-Pol-sur-Mer, Nord-Pas-de-Calais) ist eine französische Tennisspielerin. Die sechsfache Grand-Slam-Siegerin im Damendoppel gewann viermal die Doppelkonkurrenzen der French Open (2016, 2019, 2020 und 2022) sowie zweimal der Australian Open (2018 und 2020) und drei Grand-Slam-Titel im Mixed. Am 10. Juni 2019 wurde sie die 42. Nummer eins der Doppel-Weltrangliste.

## Karriere

### Erfolge als Juniorin: 2007 und 2009
Mladenovic begann unter Anleitung ihrer Eltern, die 1992 aus Serbien nach Frankreich eingewandert waren, im Alter von acht Jahren mit dem Tennissport. Bereits als Juniorin hatte sie große Erfolge vorzuweisen. 2007 siegte sie bereits bei den Europäischen Jugendmeisterschaften der Altersklasse U-14. Zweimal gewann sie danach die Doppelkonkurrenz der renommierten Porto Alegre Junior Championships – 2008 gemeinsam mit Maryna Zanevska und im Jahr darauf mit Silvia Njirić – sowie den Doppelwettbewerb des Osaka Mayor’s Cup, jeweils an der Seite von Tímea Babos. 2009 konnte sie in Osaka auch den Einzelwettkampf für sich entscheiden. Ihr größter Sieg jedoch war der Triumph beim Juniorinnenwettbewerb der French Open 2009, bei dem sie sich im Finale gegen Darja Gawrilowa durchsetzte und im gesamten Turnierverlauf ohne Satzverlust blieb. Anschließend übernahm sie die Führung der Junioren-Weltrangliste und erreichte noch einmal in Wimbledon das Finale im Einzel, in dem sie sich Noppawan Lertcheewakarn geschlagen geben musste, sowie im Doppel, das sie an der Seite von Njirić erneut gegen Lertcheewakarn und Sally Peers verlor.

### Erste Jahre auf der Tour: 2008 bis 2012
Bereits 2008 gab Mladenovic ihr Debüt auf der WTA Tour, nachdem sie für das Hallenturnier in Paris eine Wildcard für die Qualifikation erhalten hatte, dort aber in der ersten Runde an Petra Kvitová scheiterte. Im Jahr darauf startete sie, ebenfalls mit einer Wildcard des französischen Tennisverbands ausgestattet, bei den Australian Open erstmals im Hauptfeld eines Grand-Slam-Turniers, wo sie in der ersten Runde gegen Patty Schnyder ausschied. Auch bei den French Open sowie in Wimbledon durfte sie an den Start gehen, blieb aber beide Male sieglos. Parallel sammelte Mladenovic erste Erfahrungen auf der ITF Women’s World Tennis Tour.
2010 gewann sie in Straßburg gegen Stefanie Vögele ihr erstes Match in der Hauptrunde eines WTA-Turniers. Im darauf folgenden Jahr gewann sie vier Titel auf der ITF Tour, darunter zum Saisonabschluss ein Turnier der $50.000-Kategorie in Ankara. 2012 gelang ihr schließlich mit dem Einzug in die dritte Runde der US Open sowie ins Halbfinale von Québec der erstmalige Sprung in die Top 100 der Weltrangliste. Am Saisonende gewann sie in Taipeh bei einem Turnier der WTA Challenger Series nach einem Finalerfolg über Chang Kai-chen ihren bis dahin größten Einzeltitel. Deutlich erfolgreicher noch lief für Mladenovic das Jahr im Doppel. So gewann sie zusammen mit Klaudia Jans-Ignacik beim Rogers Cup in Montreal ihren ersten WTA-Titel, auf den sie in Québec an der Seite von Tatjana Malek ihren zweiten folgen ließ.

### 2013 bis 2015

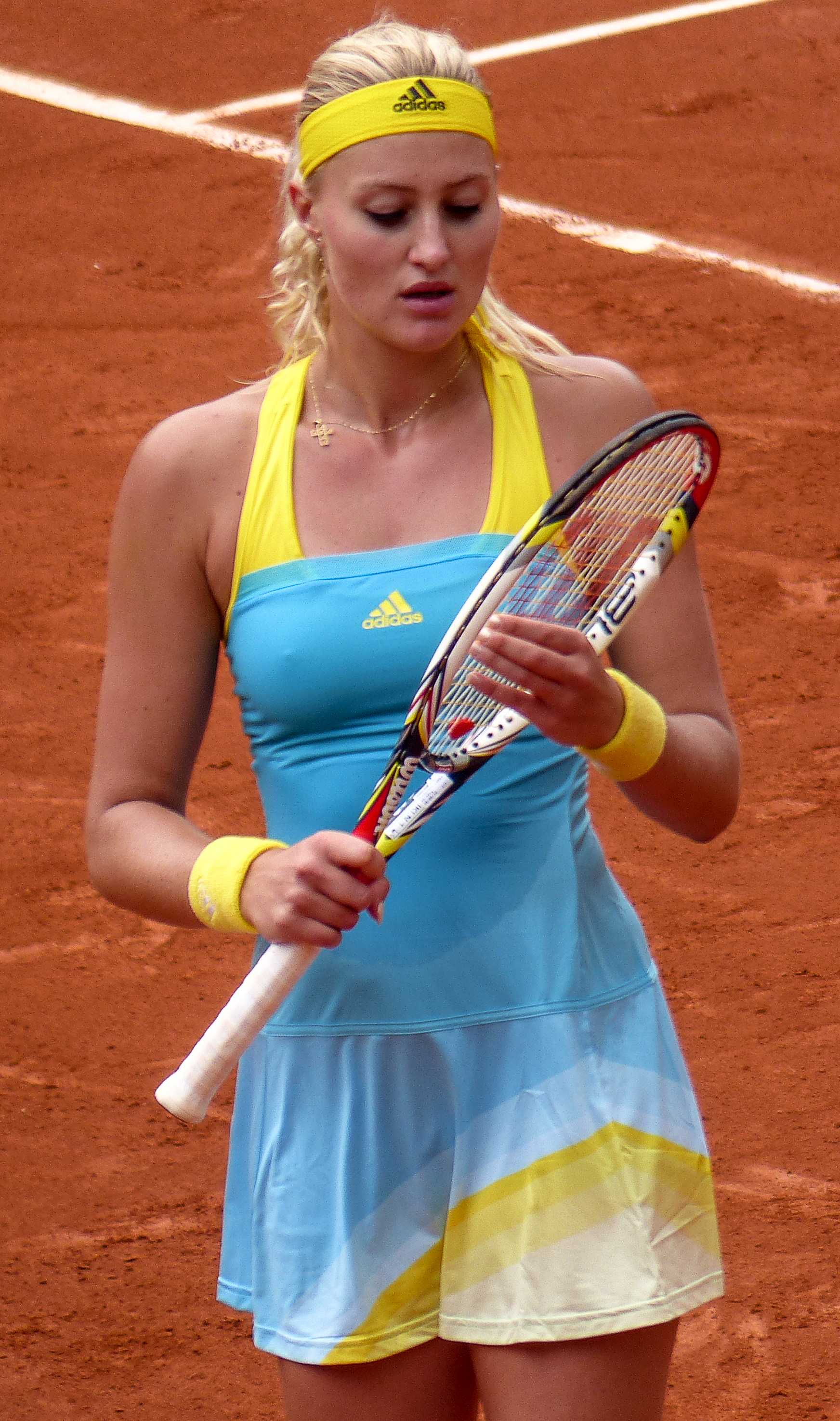
Kristina Mladenovic (2013)

Gemeinsam mit wechselnden Partnerinnen konnte Mladenovic 2013 bei insgesamt sechs Finalteilnahmen fünf weitere WTA-Titel gewinnen. So triumphierte sie zusammen mit Galina Woskobojewa in Memphis, mit Lucie Šafářová in Charleston, siegte gemeinsam mit Chan Hao-ching in Oeiras, mit Katarzyna Piter in Palermo sowie an der Seite von Flavia Pennetta in Osaka. Ihre größten Erfolge im Doppel erzielte sie jedoch gemeinsam mit Daniel Nestor im Mixed. Zusammen mit dem Kanadier stand sie im Finale der French Open, das sie noch gegen Lucie Hradecká und František Čermák verlor, bevor sie anschließend in Wimbledon nach einem Finalsieg gegen Bruno Soares und Lisa Raymond ihren ersten gemeinsamen Grand-Slam-Triumph feiern konnten. Im Einzel erreichte sie beim WTA-Turnier in Paris erstmals ein Halbfinale und verbuchte dort gegen Petra Kvitová ihren ersten Sieg gegen eine Top-10-Spielerin, auf das wenig später in Florianópolis ihr zweites folgte, mit dem sie den Sprung in die Top 50 der Weltrangliste schaffte. Dennoch beendete sie die Saison im Einzel mit einer negativen Matchbilanz. Die stagnierenden Leistungen der Jahre 2013 und 2014 sind auch den Erfolgen im Doppel zuzuschreiben, das eine immer bedeutsamere Rolle in der Karriere der Französin einnahm.
2014 zog Mladenovic bei den French Open zum ersten Mal in die dritte Runde ein und erzielte in Istanbul ein weiteres Halbfinale. Mit Daniel Nestor zusammen holte sie sich in Melbourne den dritten Grand-Slam-Titel; im Finale setzten sich die beiden gegen Sania Mirza und Horia Tecău durch. In Acapulco errang sie zusammen mit Woskobojewa ihren achten WTA-Doppeltitel. Im selben Jahr begann sie im Doppel ihre erste Kollaboration mit Tímea Babos, mit der sie schon im Juniorenbereich erfolgreich unterwegs war. Die beiden erreichten in Wimbledon erstmals das Endspiel, in dem sie jedoch Roberta Vinci und Sara Errani chancenlos unterlagen. Am Ende der Saison stand sie beim WTA-Challenger in Limoges noch einmal im Finale, unterlag dort jedoch Tereza Smitková.
Anfang 2015 stand Mladenovic wie im Vorjahr noch einmal im Finale der Australian Open, das sie diesmal gegen Martina Hingis und Leander Paes verlor. Im Einzel rückte sie nach dem Halbfinaleinzug in Marrakesch in Straßburg in ihr erstes WTA-Einzelfinale vor, musste sich dort aber Samantha Stosur geschlagen geben. Außerdem kam sie bei den French Open sowie in Wimbledon in die dritte Runde und erreichte in Birmingham das Halbfinale, in dem sie von Karolína Plíšková geschlagen wurde. Den bisher größten Erfolg ihrer Einzelkarriere errang sie jedoch in New York, wo sie zum ersten Mal ins Viertelfinale eines Grand-Slam-Turniers vorrücken konnte. Durch den Sieg gelang ihr erstmals der Sprung in die Top 30 der Weltrangliste. Mit Babos zusammen triumphierte sie in Dubai und Rom, an der Seite von Belinda Bencic gewann sie außerdem den Titel in Washington.

### Aufstieg zur Weltklasse-Doppelspielerin: 2016

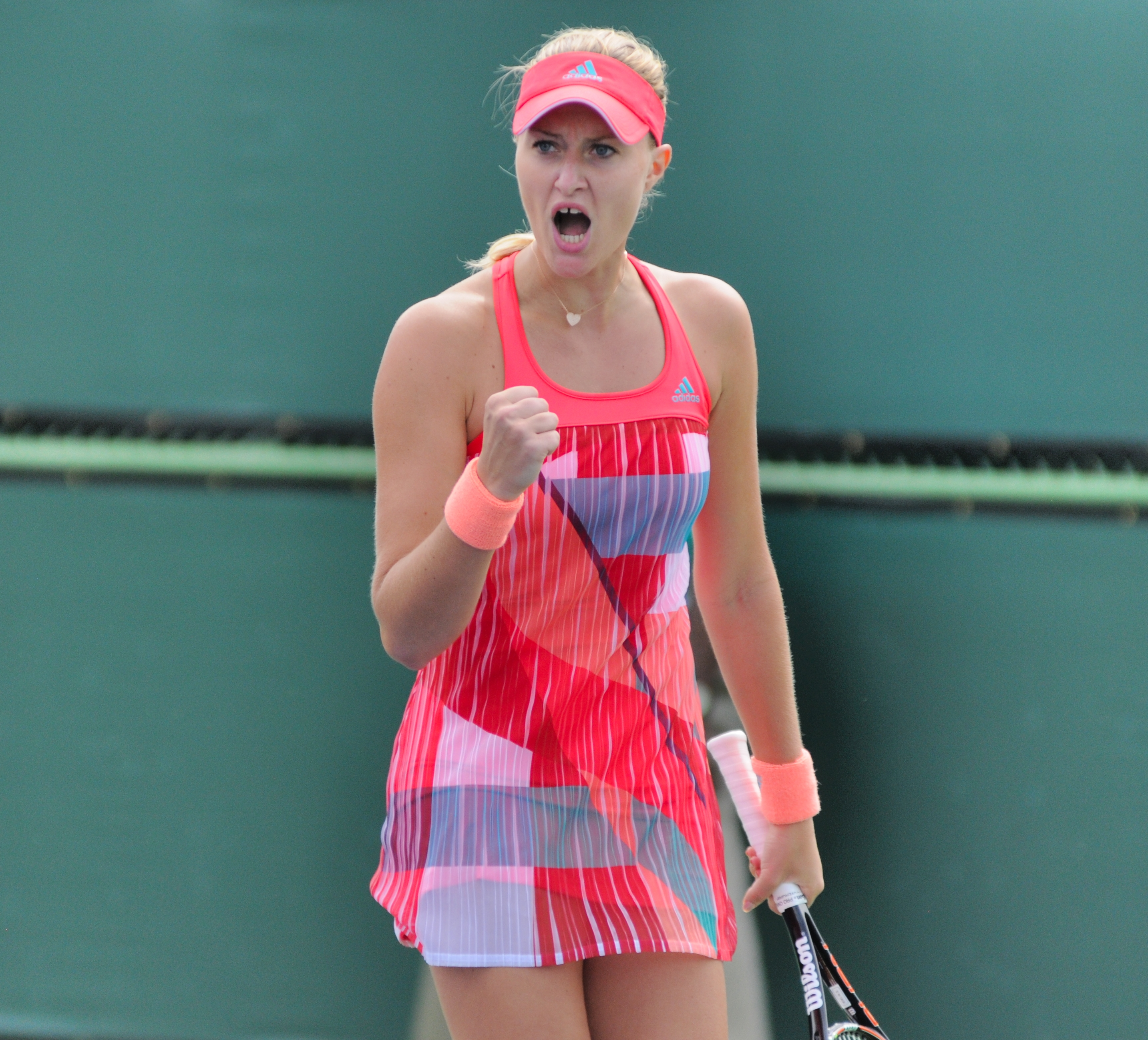
Kristina Mladenovic (2016)

2016 erreichte sie zwei Einzelfinals in 's-Hertogenbosch und Hongkong, unterlag jedoch jeweils gegen Coco Vandeweghe und Caroline Wozniacki. Bei den Australian Open sowie den French Open kam sie in die dritte Runde. Aufgrund von zehn Erstrundenniederlagen fiel sie bis zum Saisonende in der Weltrangliste wieder auf Platz 42 zurück. Im Doppel bildete Mladenovic fortan mit ihrer Landsfrau Caroline Garcia eine feste Paarung. Nach zunächst zwei verlorenen Finals in Sydney und Dubai, gewannen die beiden dreimal in Folge auf Sandplatz in Charleston, Stuttgart, Madrid und krönten ihre Zusammenarbeit anschließend mit dem Sieg vor heimischer Kulisse bei den French Open, wo sie im Finale Jekaterina Makarowa und Jelena Wesnina schlugen. Im Anschluss kamen sie auch bis ins Endspiel der US Open, unterlagen dort jedoch, ebenso wie im Endspiel von Peking Lucie Šafářová und Bethanie Mattek-Sands. Ende des Jahres teilten sich die beiden Platz zwei der Doppelweltrangliste und qualifizierten sich damit für die WTA Championships 2016 in Singapur, wo sie im Halbfinale erneut von Šafářová und Mattek-Sands gestoppt wurden. Dennoch wurden die beiden von der WTA zum Doppel des Jahres gewählt. Bei den Olympischen Spielen in Rio de Janeiro erreichte sie nach einem Erfolg gegen Aleksandra Krunić die zweite Runde, in der sie an Madison Keys scheiterte. Enttäuschend war das Abschneiden der French Open-Siegerinnen im Damendoppel, wo Garcia und Mladenovic an Nummer zwei gesetzt bereits in Runde eins gegen das japanische Duo Misaki Doi und Eri Hozumi ausschieden. Im Mixed-Wettbewerb ging sie zusammen mit Pierre-Hugues Herbert als an Position zwei gesetztes Doppel an den Start, doch auch in dieser Disziplin folgte bereits zum Auftakt das Aus gegen Roberta Vinci und Fabio Fognini.
2016 stand Mladenovic mit Frankreich erstmals seit 2005 wieder im Finale des Fed-Cups. Im Endspiel gegen Tschechien, das die Französinnen mit 2:3 verloren, unterlag sie Karolína Plíšková in einem Marathon-Match mit 14:16 im dritten Satz. Auch im abschließenden Doppel verlor sie an der Seite von Caroline Garcia gegen Plíšková, die gemeinsam mit Barbora Strýcová antrat.

### Aufstieg zur Top-10-Spielerin im Einzel: 2017
Zum Beginn der Saison 2017 gewann Mladenovic zusammen mit Richard Gasquet den Hopman Cup in Perth. Im Endspiel setzten sie sich gegen die US-Amerikaner Coco Vandeweghe und Jack Sock durch, wobei Mladenovic jedoch ihre Einzelpartie verlor. Nach dem Einzug ins Halbfinale der Australian Open 2017, gab Mladenovic das Ende ihrer Zusammenarbeit mit Garcia bekannt. Beide gaben an, sich fortan mehr auf ihre Einzelkarrieren fokussieren zu wollen. Tatsächlich konnte Mladenovic beim ersten WTA-Turnier nach den Australian Open in St. Petersburg ihren ersten WTA-Einzeltitel gewinnen, nachdem sie im Endspiel Julija Putinzewa schlagen konnte. Der Triumph erwies sich als Initialzündung für Mladenovic, die in den folgenden Monaten mit konstant guten Leistungen in die erweiterte Weltspitze des Damentennis vorstieß. So erreichte sie drei weitere Endspiele in Acapulco, Stuttgart sowie beim Premier-Mandatory-Turnier in Madrid, konnte jedoch keines für sich entscheiden. Außerdem gelangte sie bei den French Open zum zweiten Mal in ein Grand-Slam-Viertelfinale, unterlag aber Timea Bacsinszky. Auf die starken Resultate der ersten Saisonhälfte, in der sie Siege gegen fünf Top-10-Spielerinnen erzielen konnte, folgte in der zweiten jedoch ein vollkommener Formeinbruch. Nach dem Erreichen der zweiten Runde in Washington, konnte Mladenovic keines ihrer verbleibenden zehn Saisonspiele gewinnen. Trotzdem wurde sie im Oktober erstmals unter den Top 10 der Welt geführt und qualifizierte sich für die WTA Elite Trophy in Zhuhai. Auch dort verlor sie gegen Magdaléna Rybáriková und Julia Görges beide Matches und schied in der Gruppenphase aus.

### Weitere Erfolge im Doppel: Seit 2018

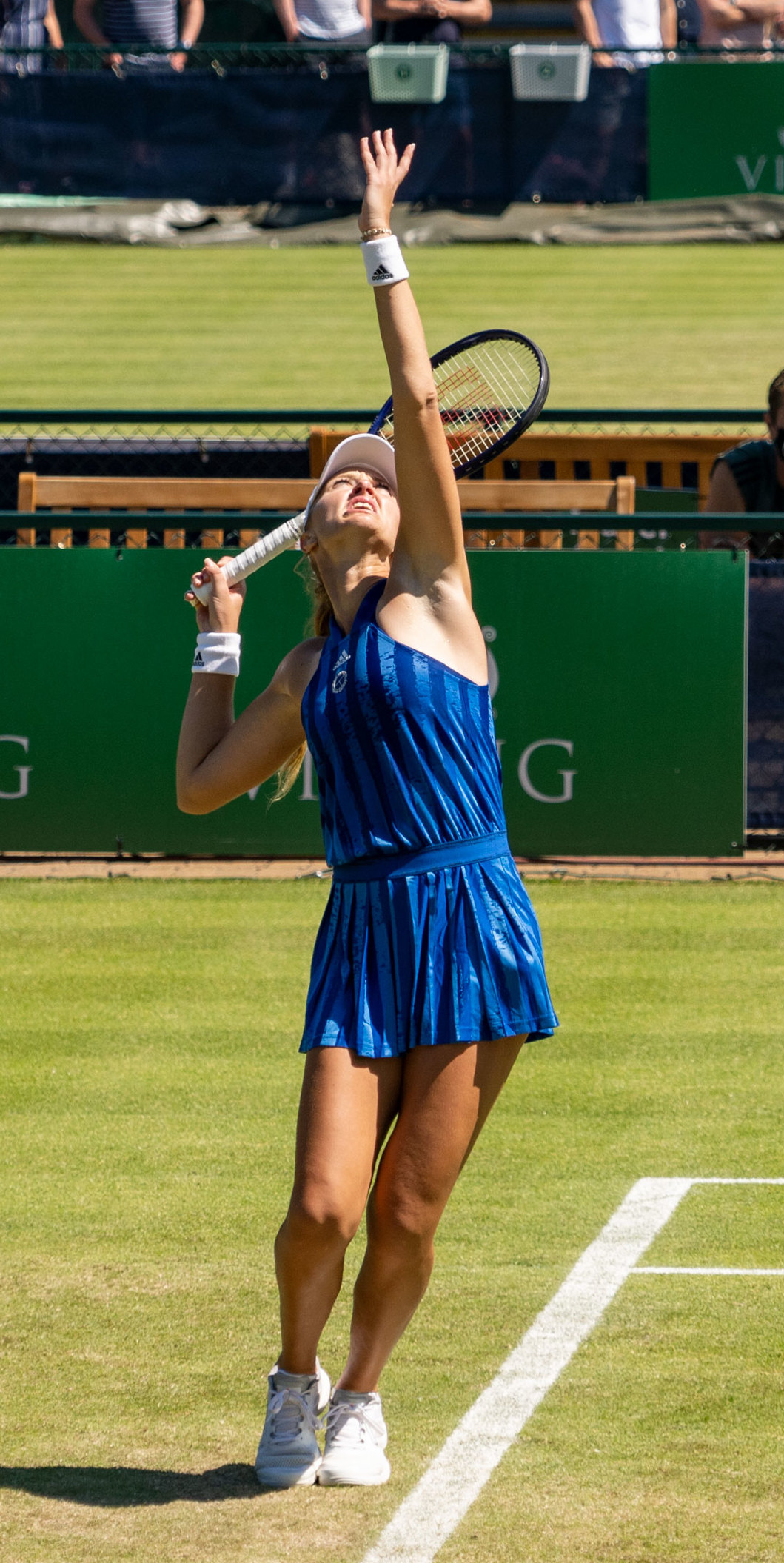
Kristina Mladenovic (2021)

2018 entschied sie sich, wieder im Doppel anzutreten und tat sich dafür erneut mit Tímea Babos zusammen, an deren Seite sie nach einem Sieg im Endspiel der Australian Open gegen das russische Duo Jekaterina Makarowa und Jelena Wesnina ihren dritten Grand-Slam-Titel im Doppel erringen konnte. Im Einzel beendete sie ihre Serie von 15 sieglosen Spielen am Stück mit dem erneuten Einzug ins Finale von St. Petersburg, in dem sie diesmal jedoch Petra Kvitová unterlag. Es war das einzige Halbfinale, das Mladenovic in diesem Jahr erreichte; in London und Cincinnati kam sie jeweils in die dritte Runde. Durch die schwächeren Leistungen rutschte Mladenovic in der Einzelweltrangliste bis zum Jahresende auf Rang 42 ab. Deutlich besser lief es für sie im Doppel, wo sie bei den US Open mit Babos zusammen zum zweiten Mal in diesem Jahr in einem Grand-Slam-Finale stand, dort aber von Coco Vandeweghe und Ashleigh Barty geschlagen wurden. Nach einem engen Zweisatzsieg über Barbora Krejčíková und Kateřina Siniaková errang sie in Singapur ihren ersten Titel bei den WTA Championships.
2019 setzte Mladenovic an der Seite von Babos ihre Erfolge aus dem Vorjahr fort. So konnten die beiden nach der im Endspiel verpassten Titelverteidigung bei den Australian Open 2019, bei den French Open im Finale gegen das chinesische Duo Duan Yingying und Zheng Saisai gewinnen. Für Mladenovic war es bereits ihr zweiter Triumph vor heimischer Kulisse in Paris. Durch den Sieg übernahm Mladenovic am 10. Juni 2019 als zweite Französin nach Julie Halard-Decugis die Führung in der Doppelweltrangliste, die sie mit Unterbrechungen bis März 2020 insgesamt acht Wochen innehatte. Im Einzel machte Mladenovic 2019 nur punktuell auf sich aufmerksam, als sie in Rom aus der Qualifikation heraus ins Viertelfinale kam, in dem sie sich Maria Sakkari geschlagen geben musste. Außerdem erzielte sie nach einem Sieg über Elina Switolina das Halbfinale in Zhengzhou sowie nach einem Erfolg über Kiki Bertens die Vorschlussrunde beim Kremlin Cup in Moskau, in dem sie erst von der späteren Siegerin Belinda Bencic gestoppt werden konnte. Mit Babos zusammen verteidigte sie nach einem ungefährdeten Sieg gegen Hsieh Su-wei und Barbora Strýcová ihren Titel bei den WTA Championships 2019, die in dieser Saison erstmals in Shenzhen stattfanden. Im Anschluss an die Partie wurden die beiden als WTA Doppel-Team des Jahres ausgezeichnet.
Mit drei Siegen trug Mladenovic maßgeblich zum 3:2-Triumph der französischen Mannschaft im Finale des Fed-Cup 2019 gegen Australien bei. Nach zwei Siegen im Einzel über Ajla Tomljanović sowie die Weltranglistenerste Ashleigh Barty errang sie im wiedervereinten Doppel an der Seite von Caroline Garcia gegen Barty und Samantha Stosur den entscheidenden Punkt zum Titelgewinn. Seit ihrem Debüt für Frankreich bei der 2:3-Niederlage gegen die Slowakei 2012, hat Mladenovic für ihr Land 34 Begegnungen im Einzel und Doppel bestritten, von denen sie 24 gewinnen konnte (Einzelbilanz 11:8).
Bei den Australian Open 2020 kam es im Finale zu einer Wiederauflage des Endspiels der WTA Championships, aus der Mladenovic und Babos abermals als klare Siegerinnen hervorgingen. Auch bei den im selben Jahr stattfindenden French Open war das französisch-ungarische Doppel siegreich und konnte somit seinen Titel aus dem Vorjahr mit einem Zweisatzerfolg über Alexa Guarachi und Desirae Krawczyk verteidigen. Für Mladenovic war es der fünfte, für ihre Partnerin der vierte Grand-Slam-Titel im Doppel. Bei den US Open gingen die beiden dann als Topgesetzte in den Wettkampf, wurden aber nach der ersten Runde kurzfristig aus dem Turnier ausgeschlossen, nachdem Mladenovic als enger Kontakt ihres mit COVID-19-Infizierten Landsmannes Benoît Paire eingestuft und mit sofortiger Wirkung unter Quarantäne gestellt wurde. Um im Turnier bleiben zu können, habe sie am Vortag noch ein entsprechendes Zusatzprotokoll unterzeichnet, das ihre verstärkte Isolation innerhalb der vom Turnier geschaffenen „Blase“ vorsah, jedoch setzten sich am Ende die Behörden des zuständigen Nassau County durch, auf dessen Gebiet das Spielerhotel gelegen war, und untersagten den Transfer zur Turnieranlage.
Anfang 2021 gab Mladenovic bekannt, sich nun wieder stärker auf ihre Einzelkarriere konzentrieren zu wollen, um in der Weltrangliste wieder vorzurücken, doch fielen ihre Erfolge eher mäßig aus. Bei den Australian Open 2021 erreichte sie die dritte Runde, ihr einziges Endspiel bestritt sie zum Jahresende bei einem Turnier der WTA Challenger Series in Seoul, indem sie Zhu Lin deutlich unterlag. Wenn auch knapp, konnte Mladenovic so die Tennissaison zum neunten Mal in Folge unter den Top 100 der Welt abschließen. Trotz des Fokus auf der Einzelkarriere, blieb sie dem Doppel aber nicht ganz fern und erreichte beim WTA 1000-Turnier in Rom an der Seite von Markéta Vondroušová das Finale, das die beiden gegen Sharon Fichman und Giuliana Olmos verloren. Bei den Olympischen Spielen in Tokio ging Mladenovic in allen Disziplinen an den Start, schied jedoch jeweils in der ersten Runde aus: Im Einzel gegen Paula Badosa, im Doppel mit Caroline Garcia gegen Kiki Bertens und Demi Schuurs sowie als Topgesetzte im Mixed an der Seite von Nicolas Mahut gegen die späteren Silbermedaillengewinner Jelena Wesnina und Aslan Karazew.
2022 siegte Mladenovic gemeinsam mit Ivan Dodig zum zweiten Mal nach 2014 beim Mixed-Wettbewerb der Australian Open. Im Finale setzten sich die beiden gegen Jaimee Fourlis und Jason Kubler durch, die mit einer Wildcard ins Hauptfeld gekommen waren.

## Privates
Kristina Mladenovic war von Anfang 2017 bis Ende 2019 mit dem österreichischen Tennisspieler Dominic Thiem liiert.
Ihre Mutter Dzenita war jugoslawische Volleyballnationalspielerin, ihr Vater Dragan Mladenović Handballtorwart. Häufig wird dieser in der Presse mit seinem gleichnamigen Landsmann und Handball-Olympiasieger von 1984 Dragan Mladenović verwechselt.

## Turniersiege

### Einzel
| Nr. | Datum             | Turnier        | Kategorie      | Belag             | Finalgegnerin     | Ergebnis       |
| --- | ----------------- | -------------- | -------------- | ----------------- | ----------------- | -------------- |
| 1.  | 6. Februar 2011   | Sutton         | ITF $25.000    | Hartplatz (Halle) | Mona Barthel      | 6:3, 1:6, 6:2  |
| 2.  | 13. Februar 2011  | Stockholm      | ITF $25.000    | Hartplatz (Halle) | Arantxa Rus       | 6:3, 6:4       |
| 3.  | 19. Juni 2011     | Padua          | ITF $25.000    | Sand              | Karin Knapp       | 3:6, 6:4, 6:0  |
| 4.  | 25. Dezember 2011 | Ankara         | ITF $50.000    | Hartplatz (Halle) | Walerija Sawinych | 7:5, 5:7, 6:1  |
| 5.  | 4. November 2012  | Taipeh         | WTA Challenger | Teppich (Halle)   | Chang Kai-chen    | 6:4, 6:3       |
| 6.  | 5. Februar 2017   | St. Petersburg | WTA Premier    | Hartplatz (Halle) | Julija Putinzewa  | 6:2, 6:73, 6:4 |
| 7.  | 12. Juni 2022     | Caserta        | ITF W60        | Sand              | Camilla Rosatello | 6:4, 4:6, 7:63 |
| 8.  | 16. Oktober 2022  | Monastir       | ITF W60        | Hartplatz         | Tamara Zidanšek   | 6:1, 3:6, 7:5  |

### Doppel
| Nr. | Datum              | Turnier         | Kategorie              | Belag             | Partnerin            | Finalgegnerinnen                            | Ergebnis           |
| --- | ------------------ | --------------- | ---------------------- | ----------------- | -------------------- | ------------------------------------------- | ------------------ |
| 1.  | 12. April 2009     | Foggia          | ITF $10.000            | Sand              | Marlot Meddens       | Anastasia Grymalska Lara Meccico            | 7:63, 6:0          |
| 2.  | 17. April 2011     | Casablanca      | ITF $25.000            | Sand              | Sandra Klemenschits  | Magda Linette Katarzyna Piter               | 6:3, 3:6, [10:8]   |
| 3.  | 19. Juni 2011      | Padua           | ITF $25.000            | Sand              | Katarzyna Piter      | Iryna Burjatschok Réka Luca Jani            | 6:4, 6:3           |
| 4.  | 23. Oktober 2011   | Glasgow         | ITF $25.000            | Hartplatz (Halle) | Emma Laine           | Yvonne Meusburger-Garamszegi Stephanie Vogt | 6:2, 6:4           |
| 5.  | 6: November 2011   | Nantes          | ITF $50.000+H          | Hartplatz (Halle) | Stéphanie Foretz     | Julie Coin Eva Hrdinová                     | 6:0, 6:4           |
| 6.  | 13. November 2011  | Opole           | ITF $25.000            | Teppich (Halle)   | Naomi Broady         | Paula Kania-Choduń Magda Linette            | 7:65, 6:4          |
| 7.  | 20. November 2011  | Bratislava      | ITF $25.000            | Hartplatz (Halle) | Naomi Broady         | Karolína Plíšková Kristýna Plíšková         | 5:7, 6:4, [10:2]   |
| 8.  | 12. August 2012    | Montreal        | WTA Premier            | Hartplatz         | Klaudia Jans-Ignacik | Nadja Petrowa Katarina Srebotnik            | 7:5, 2:6, [10:7]   |
| 9.  | 16. September 2012 | Québec          | WTA International      | Teppich (Halle)   | Tatjana Malek        | Alicja Rosolska Heather Watson              | 7:65, 6:76, [10:7] |
| 10. | 4. November 2012   | Taipeh          | WTA Challenger         | Hartplatz         | Chan Hao-ching       | Chang Kai-chen Wolha Hawarzowa              | 5:7, 6:2, [10:8]   |
| 11. | 23. Februar 2013   | Memphis         | WTA International      | Hartplatz (Halle) | Galina Woskobojewa   | Sofia Arvidsson Johanna Larsson             | 7:65, 7:5          |
| 12. | 7. April 2013      | Charleston      | WTA Premier            | Sand              | Lucie Šafářová       | Andrea Hlaváčková Liezel Huber              | 6:3, 7:66          |
| 13. | 4. Mai 2013        | Oeiras          | WTA International      | Sand              | Chan Hao-ching       | Darija Jurak Katalin Marosi                 | 7:63, 6:2          |
| 14. | 13. Juli 2013      | Palermo         | WTA International      | Sand              | Katarzyna Piter      | Karolína Plíšková Kristýna Plíšková         | 6:1, 5:7, [10:8]   |
| 15. | 13. Oktober 2013   | Ōsaka           | WTA International      | Hartplatz         | Flavia Pennetta      | Samantha Stosur Zhang Shuai                 | 6:4, 6:3           |
| 16. | 1. März 2014       | Acapulco        | WTA International      | Hartplatz         | Galina Woskobojewa   | Petra Cetkovská Iveta Melzer                | 6:2, 2:6, [10:5]   |
| 17. | 21. Februar 2015   | Dubai           | WTA Premier 5          | Hartplatz         | Tímea Babos          | Garbiñe Muguruza Carla Suárez Navarro       | 6:3, 6:2           |
| 18. | 1. Mai 2015        | Marrakesch      | WTA International      | Sand              | Tímea Babos          | Laura Siegemund Maryna Zanevska             | 6:1, 7:65          |
| 19. | 17. Mai 2015       | Rom             | WTA Premier 5          | Sand              | Tímea Babos          | Martina Hingis Sania Mirza                  | 6:4, 6:3           |
| 20. | 8. August 2015     | Washington      | WTA International      | Hartplatz         | Belinda Bencic       | Lara Arruabarrena Vecino Andreja Klepač     | 7:5, 7:67          |
| 21. | 10. April 2016     | Charleston      | WTA Premier            | Sand              | Caroline Garcia      | Bethanie Mattek-Sands Lucie Šafářová        | 6:2, 7:5           |
| 22. | 24. April 2016     | Stuttgart       | WTA Premier            | Sand (Halle)      | Caroline Garcia      | Martina Hingis Sania Mirza                  | 2:6, 6:1, [10:6]   |
| 23. | 7. Mai 2016        | Madrid          | WTA Premier Mandatory  | Sand              | Caroline Garcia      | Martina Hingis Sania Mirza                  | 6:4, 6:4           |
| 24. | 5. Juni 2016       | French Open     | Grand Slam             | Sand              | Caroline Garcia      | Jekaterina Makarowa Jelena Wesnina          | 6:3, 2:6, 6:4      |
| 25. | 26. Januar 2018    | Australian Open | Grand Slam             | Hartplatz         | Tímea Babos          | Jekaterina Makarowa Jelena Wesnina          | 6:4, 6:3           |
| 26. | 24. Juni 2018      | Birmingham      | WTA Premier            | Rasen             | Tímea Babos          | Elise Mertens Demi Schuurs                  | 4:6, 6:3, [10:8]   |
| 27. | 28. Oktober 2018   | Singapur        | WTA Tour Championships | Hartplatz (Halle) | Tímea Babos          | Barbora Krejčíková Kateřina Siniaková       | 6:4, 7:5           |
| 28. | 28. April 2019     | Istanbul        | WTA International      | Sand              | Tímea Babos          | Alexa Guarachi Sabrina Santamaria           | 6:1, 6:0           |
| 29. | 9. Juni 2019       | French Open     | Grand Slam             | Sand              | Tímea Babos          | Duan Yingying Zheng Saisai                  | 6:2, 6:3           |
| 30. | 3. November 2019   | Shenzhen        | WTA Tour Championships | Hartplatz (Halle) | Tímea Babos          | Hsieh Su-wei Barbora Strýcová               | 6:1, 6:3           |
| 31. | 31. Januar 2020    | Australian Open | Grand Slam             | Hartplatz         | Tímea Babos          | Hsieh Su-wei Barbora Strýcová               | 6:2, 6:1           |
| 32. | 11. Oktober 2020   | French Open     | Grand Slam             | Sand              | Tímea Babos          | Alexa Guarachi Desirae Krawczyk             | 6:4, 7:5           |
| 33. | 14. Mai 2022       | Paris           | WTA Challenger         | Sand              | Beatriz Haddad Maia  | Oksana Kalaschnikowa Misaki Doi             | 5:7, 6:4, [10:4]   |
| 34. | 5. Juni 2022       | French Open     | Grand Slam             | Sand              | Caroline Garcia      | Coco Gauff Jessica Pegula                   | 2:6, 6:3, 6:2      |
| 35. | 29. Juli 2022      | Lausanne        | WTA 250                | Sand              | Olga Danilović       | Ulrikke Eikeri Tamara Zidansek              | kampflos           |
| 36. | 25. September 2022 | Seoul           | WTA 250                | Hartplatz         | Yanina Wickmayer     | Asia Muhammad Sabrina Santamaria            | 6:3, 6:2           |
| 37. | 9. Oktober 2022    | Monastir        | WTA 250                | Hartplatz         | Kateřina Siniaková   | Miyu Katō Angela Kulikov                    | 6:2, 6:0           |
| 38. | 11. Dezember 2022  | Dubai           | ITF W100+H             | Hartplatz         | Tímea Babos          | Kateryna Wolodko Magdalena Fręch            | 6:1, 6:3           |
| 39. | 8. Juli 2023       | Den Haag        | ITF W40                | Sand              | Arantxa Rus          | Jasmijn Gimbrère Isabelle Haverlag          | 6:4, 6:0           |
| 40. | 21. Oktober 2023   | Shenzhen        | ITF W100               | Hartplatz         | Moyuka Uchijima      | Tímea Babos Kateryna Wolodko                | 6:2, 7:5           |
| 41. | 16. März 2024      | Alaminos        | ITF W35                | Sand              | Tena Lukas           | Francesca Curmi Cristina Dinu               | 6:4, 7:5           |
| 42. | 21. Juni 2024      | Ilkley          | ITF W100               | Rasen             | Elena-Gabriela Ruse  | Quinn Gleason Tang Qianhui                  | 6:2, 6:2           |
| 43. | 9. November 2024   | Cali            | WTA Challenger         | Sand              | Veronika Erjavec     | Tara Würth Katarina Sawazka                 | 6:2, 7:64          |

### Mixed
| Nr. | Datum           | Turnier         | Kategorie  | Belag     | Partner       | Finalgegner                 | Ergebnis      |
| --- | --------------- | --------------- | ---------- | --------- | ------------- | --------------------------- | ------------- |
| 1.  | 7. Juli 2013    | Wimbledon       | Grand Slam | Rasen     | Daniel Nestor | Lisa Raymond Bruno Soares   | 5:7, 6:2, 8:6 |
| 2.  | 26. Januar 2014 | Australian Open | Grand Slam | Hartplatz | Daniel Nestor | Sania Mirza Horia Tecău     | 6:3, 6:2      |
| 3.  | 28. Januar 2022 | Australian Open | Grand Slam | Hartplatz | Ivan Dodig    | Jaimee Fourlis Jason Kubler | 6:3, 6:4      |

## Abschneiden bei Grand-Slam-Turnieren

### Dameneinzel
| Turnier         | 2009 | 2010 | 2011 | 2012 | 2013 | 2014 | 2015 | 2016 | 2017 | 2018 | 2019 | 2020 | 2021 | 2022 | 2023 | 2024 | 2025 | Karriere |
| --------------- | ---- | ---- | ---- | ---- | ---- | ---- | ---- | ---- | ---- | ---- | ---- | ---- | ---- | ---- | ---- | ---- | ---- | -------- |
| Australian Open | 1    | Q3   | Q1   | Q2   | 2    | 1    | 2    | 3    | 1    | 1    | 1    | 1    | 3    | 1    | Q3   | —    | Q2   | 3        |
| French Open     | 1    | 1    | 1    | 1    | 2    | 3    | 3    | 3    | VF   | 1    | 2    | 1    | 2    | 1    | 1    | 1    | —    | VF       |
| Wimbledon       | —    | —    | —    | 1    | 1    | 1    | 3    | 1    | 2    | 3    | 2    |      | 1    | 1    | Q1   | Q1   | —    | 3        |
| US Open         | 1    | —    | Q2   | 3    | 2    | 1    | VF   | 2    | 1    | 2    | 2    | 2    | 1    | Q1   | Q1   | Q2   |      | VF       |

### Damendoppel
Die Tabelle listet die Ergebnisse der Grand-Slam-Turniere, der Tour Championships, der Olympischen Spiele, des Fed Cups bzw Billie Jean King Cups und der Turniere folgender Kategorien auf: 1990–2008: Tier I, 2009–2020: Premier Mandatory und Premier 5, ab 2021: WTA 1000.
| Turnier              | 2008 | 2009 | 2010 | 2011 | 2012 | 2013 | 2014 | 2015 | 2016 | 2017 | 2018 | 2019 | 2020 | 2021 | 2022 | 2023 | 2024 | 2025 | Karriere |
| -------------------- | ---- | ---- | ---- | ---- | ---- | ---- | ---- | ---- | ---- | ---- | ---- | ---- | ---- | ---- | ---- | ---- | ---- | ---- | -------- |
| Australian Open      | —    | —    | —    | —    | AF   | 1    | 2    | 2    | AF   | HF   | S    | F    | S    | —    | 2    | 2    | VF   | VF   | 2 × S    |
| French Open          | 1    | 1    | 1    | 2    | 2    | VF   | AF   | 2    | S    | AF   | VF   | S    | S    | —    | S    | 2    | —    | —    | 4 × S    |
| Wimbledon            | —    | —    | —    | —    | 2    | 2    | F    | HF   | VF   | VF   | VF   | HF   |      | 1    | —    | —    | AF   | —    | 1 × F    |
| US Open              | —    | —    | —    | —    | 2    | AF   | 1    | AF   | F    | AF   | F    | VF   | AF   | —    | VF   | —    | F    |      | 3 × F    |
| WTA Finals           | —    | —    | —    | —    | —    | —    | —    | RR   | HF   | —    | S    | S    |      | —    | —    | —    | —    |      | 2 × S    |
| Doha                 | —    |      |      |      | VF   | —    | 1    |      | AF   |      | VF   |      | HF   |      | —    |      | 1    | 1    | 1 × HF   |
| Dubai                |      | —    | —    | —    |      |      |      | S    |      | VF   |      | AF   |      | —    |      | AF   | VF   | HF   | 1 × S    |
| Indian Wells         | —    | —    | —    | —    | 1    | 1    | AF   | 1    | —    | VF   | HF   | 1    |      | —    | —    | —    | —    | —    | 1 × HF   |
| Miami                | —    | —    | —    | —    | —    | 1    | 1    | HF   | 1    | VF   | 1    | 1    |      | —    | —    | 1    | —    | —    | 1 × HF   |
| Charleston           | —    |      |      |      |      |      |      |      |      |      |      |      |      |      |      |      |      |      | —        |
| Rom                  | —    | —    | —    | —    | —    | AF   | AF   | S    | VF   | 1    | VF   | —    | —    | F    | —    | —    | —    | —    | 1 × S    |
| Madrid               |      | —    | —    | —    | —    | HF   | 1    | HF   | S    | 1    | F    | —    |      | —    | —    | —    | —    | —    | 1 × S    |
| Berlin               | —    |      |      |      |      |      |      |      |      |      |      |      |      |      |      |      |      |      | —        |
| Cincinnati           |      | —    | —    | —    | —    | 1    | F    | VF   | AF   | AF   | VF   | VF   | —    | —    | —    | —    | —    | —    | 1 × F    |
| Kanada               | —    | —    | —    | —    | S    | 1    | 1    | HF   | VF   | 1    | VF   | —    |      | —    | —    | —    | VF   | —    | 1 × S    |
| Tokio                | —    | —    | —    | —    | —    | 1    |      |      |      |      |      |      |      |      |      |      |      |      | 1 × 1R   |
| Wuhan                |      |      |      |      |      |      | AF   | AF   | AF   | 1    | VF   | —    |      |      |      |      | —    |      | 1 × VF   |
| Peking               |      | —    | —    | —    | —    | VF   | HF   | VF   | F    | —    | VF   | VF   |      |      |      | AF   | —    |      | 1 × F    |
| Moskau               | —    |      |      |      |      |      |      |      |      |      |      |      |      |      |      |      |      |      | —        |
| Guadalajara          |      |      |      |      |      |      |      |      |      |      |      |      |      |      | —    | —    |      |      | —        |
| Olympische Spiele    | —    |      |      |      | 1    |      |      |      | 1    |      |      |      | 1    |      |      |      | —    |      | 3 × 1R   |
| Billie Jean King Cup |      |      |      |      |      |      | PO   | HF   | F    | 1    | HF   | S    | —    | —    |      | —    | Q    |      | 1 × S    |

Zeichenerklärung: S = Turniersieg; F, HF, VF, AF = Einzug ins Finale, Halb-, Viertel-, Achtelfinale; 1, 2, 3 = Ausscheiden in der 1., 2., 3. Haupt- / Finalrunde; Q1, Q2, Q3 = Ausscheiden in der 1., 2. 3. Qualifikationsrunde; KF (kleines Finale) = unterlegen im Spiel um Platz drei; RR = Round Robin (Gruppenphase); nicht ausgetragen oder andere Kategorie; PO (Playoff), P2 = Auf-/Abstiegsrunde zur Weltgruppe I/II im Fed Cup; W2, K1, K2, K3 = Teilnahme in der Weltgruppe II, Kontinentalgruppe I, II, III im Fed Cup.

### Mixed
| Turnier         | 2010 | 2011 | 2012 | 2013 | 2014 | 2015 | 2016 | 2017 | 2018 | 2019 | 2020 | 2021 | 2022 | 2023 | 2024 | 2025 | Karriere |
| --------------- | ---- | ---- | ---- | ---- | ---- | ---- | ---- | ---- | ---- | ---- | ---- | ---- | ---- | ---- | ---- | ---- | -------- |
| Australian Open | —    | —    | —    | —    | S    | F    | —    | —    | —    | AF   | —    | —    | S    | AF   | —    | 1    | S        |
| French Open     | 1    | —    | —    | F    | VF   | AF   | HF   | —    | AF   | —    |      | —    | —    | —    | —    | —    | F        |
| Wimbledon       | —    | —    | —    | S    | HF   | VF   | —    | —    | —    | —    |      | —    | —    | —    | —    | —    | S        |
| US Open         | —    | —    | —    | HF   | 1    | —    | —    | —    | —    | —    |      | —    | 1    | —    | —    |      | HF       |

### Juniorinneneinzel
| Turnier         | 2007 | 2008 | 2009 | Karriere |
| --------------- | ---- | ---- | ---- | -------- |
| Australian Open | —    | 2    | VF   | VF       |
| French Open     | 1    | AF   | S    | S        |
| Wimbledon       | —    | AF   | F    | F        |
| US Open         | —    | HF   | 1    | HF       |

### Juniorinnendoppel
| Turnier         | 2007 | 2008 | 2009 | Karriere |
| --------------- | ---- | ---- | ---- | -------- |
| Australian Open | —    | VF   | VF   | VF       |
| French Open     | 1    | 1    | VF   | VF       |
| Wimbledon       | —    | —    | F    | F        |
| US Open         | —    | 1    | 1    | 1        |

## Team-Wettbewerb
| Nr. | Datum          | Turnier    | Kategorie | Belag             | Partner         | Finalgegner               | Ergebnis |
| --- | -------------- | ---------- | --------- | ----------------- | --------------- | ------------------------- | -------- |
| 1.  | 7. Januar 2017 | Hopman Cup | ITF       | Hartplatz (Halle) | Richard Gasquet | Coco Vandeweghe Jack Sock | 2:1      |

## Auszeichnungen
- WTA Doppel-Team des Jahres – 2016 (zusammen mit Caroline Garcia)
- WTA Doppel-Team des Jahres – 2019 (zusammen mit Tímea Babos)
- WTA Doppel-Team des Jahres – 2020 (zusammen mit Tímea Babos)[10]